# Milwaukee IndyCar 250 2024 (2. Rennen)
Das Milwaukee IndyCar 250 2024 (offiziell Hy-Vee Milwaukee Mile 250s) auf dem Kurs Milwaukee Mile fand am 1. September 2024 statt und ging über eine Distanz von 250 Runden à 1,660 km. Es war der 16. Lauf zur IndyCar Series 2024. Am vorhergegangenen Tag fand bereits ein erstes Rennen statt.

## Bericht
Bereits während den Aufwärmrunden hatte der Meisterschaftsführende Alex Palou (Chip Ganassi Racing) Probleme mit der Elektrik. Er blieb auf der Rennstrecke stehen und musste von den Streckenposten abgeschleppt werden. Zwar konnte Palou das Rennen nochmals aufnehmen nach einer Reparatur, mehr als der 19. Rang und 11 Meisterschaftspunkte lag aber nicht mehr drin bei diesem Rennen. Somit hatte Palou die Chance verpasst, den Meistertitel zu fixieren im zweitletzten Renen der Saison. Beim Start fuhr Linus Lundqvist (Chip Ganassi Racing) seinem Teamkollegen Marcus Armstrong ins Heck, dieser wiederum schoss deshalb den Polesetter Josef Newgarden (Team Penske) in die Mauer. Im Verlauf des Rennens kam Will Power (Team Penske) an die Spitze und er übernahm virtuell vorübergehend die Meisterschaftsführung. Nach einer Gelbphase drehte sich Power allerdings beim Restart, was ihn mehrere Plätze kostete, am Ende war es der 10. Rang. Mit 85 Führungsrunden war Scott McLaughlin (Team Penske) der Sieger nach 250 Rennrunden, knapp vor Scott Dixon (Chip Ganassi Racing), der nur auf Position 17 gestartet war. Ein Rennen vor Saisonende führte Palou die Meisterschaft an mit 33 Punkten Vorsprung auf Power und 50 Punkten auf McLaughlin. Da alle Fahrer Punkte bekommen in einem IndyCar-Rennen, kann McLaughlin bei einem Start von Palou bereits nicht mehr Meister werden, ein Sieg ist 50 Punkte wert. Die Entscheidung um den Titel 2024 fällt also zwischen Palou und Power beim letzten Rennen auf dem Oval von Nashville.

## Meldeliste
| Startnummer | Fahrer              | Team                             | Motor     |
| ----------- | ------------------- | -------------------------------- | --------- |
| 14          | Santino Ferrucci    | A. J. Foyt Racing                | Chevrolet |
| 41          | Sting Ray Robb      | A. J. Foyt Racing                | Chevrolet |
| 26          | Colton Herta        | Andretti Global / Curb-Agajanian | Honda     |
| 27          | Kyle Kirkwood       | Andretti Global                  | Honda     |
| 28          | Marcus Ericsson     | Andretti Global                  | Honda     |
| 5           | Pato O’Ward         | Arrow McLaren                    | Chevrolet |
| 6           | Nolan Siegel        | Arrow McLaren                    | Chevrolet |
| 7           | Alexander Rossi     | Arrow McLaren                    | Chevrolet |
| 4           | Kyffin Simpson      | Chip Ganassi Racing              | Honda     |
| 8           | Linus Lundqvist     | Chip Ganassi Racing              | Honda     |
| 9           | Scott Dixon         | Chip Ganassi Racing              | Honda     |
| 10          | Alex Palou          | Chip Ganassi Racing              | Honda     |
| 11          | Marcus Armstrong    | Chip Ganassi Racing              | Honda     |
| 18          | Jack Harvey         | Dale Coyne Racing                | Honda     |
| 51          | Katherine Legge     | Dale Coyne Racing                | Honda     |
| 20          | Christian Rasmussen | Ed Carpenter Racing              | Chevrolet |
| 21          | Rinus VeeKay        | Ed Carpenter Racing              | Chevrolet |
| 77          | Romain Grosjean     | Juncos Hollinger Racing          | Chevrolet |
| 78          | Conor Daly          | Juncos Hollinger Racing          | Chevrolet |
| 60          | Felix Rosenqvist    | Meyer Shank Racing               | Honda     |
| 66          | David Malukas       | Meyer Shank Racing               | Honda     |
| 15          | Graham Rahal        | Rahal Letterman Lanigan Racing   | Honda     |
| 30          | Pietro Fittipaldi   | Rahal Letterman Lanigan Racing   | Honda     |
| 45          | Christian Lundgaard | Rahal Letterman Lanigan Racing   | Honda     |
| 2           | Josef Newgarden     | Team Penske                      | Chevrolet |
| 3           | Scott McLaughlin    | Team Penske                      | Chevrolet |
| 12          | Will Power          | Team Penske                      | Chevrolet |

## Klassifikationen

### Qualifying
| Pos. | Nr. | Fahrer              | Team                           | Zeit 1 Rd. | ø mph   |
| ---- | --- | ------------------- | ------------------------------ | ---------- | ------- |
| 1    | 2   | Josef Newgarden     | Team Penske                    | 0:22.6980  | 160.983 |
| 2    | 3   | Scott McLaughlin    | Team Penske                    | 0:22.7080  | 160.912 |
| 3    | 11  | Marcus Armstrong    | Chip Ganassi Racing            | 0:22.8085  | 160.203 |
| 4    | 12  | Will Power          | Team Penske                    | 0:22.8462  | 159.939 |
| 5    | 8   | Linus Lundqvist     | Chip Ganassi Racing            | 0:22.8538  | 159.886 |
| 6    | 7   | Alexander Rossi     | Arrow McLaren                  | 0:22.9780  | 159.022 |
| 7    | 5   | Pato O’Ward         | Arrow McLaren                  | 0:23.0536  | 158.500 |
| 8    | 60  | Felix Rosenqvist    | Meyer Shank Racing             | 0:23.0537  | 158.500 |
| 9    | 66  | David Malukas       | Meyer Shank Racing             | 0:23.0602  | 158.455 |
| 10   | 10  | Alex Palou          | Chip Ganassi Racing            | 0:23.1164  | 158.070 |
| 11   | 6   | Nolan Siegel        | Arrow McLaren                  | 0:23.1223  | 158.029 |
| 12   | 14  | Santino Ferrucci    | A. J. Foyt Racing              | 0:23.1697  | 157.706 |
| 13   | 18  | Jack Harvey         | Dale Coyne Racing              | 0:23.1742  | 157.675 |
| 14   | 77  | Romain Grosjean     | Juncos Hollinger Racing        | 0:23.2114  | 157.423 |
| 15   | 21  | Rinus VeeKay        | Ed Carpenter Racing            | 0:23.2750  | 156.992 |
| 16   | 28  | Marcus Ericsson     | Andretti Global                | 0:23.2862  | 156.917 |
| 17   | 9   | Scott Dixon         | Chip Ganassi Racing            | 0:23.2962  | 156.850 |
| 18   | 26  | Colton Herta        | Andretti Global                | 0:23.3342  | 156.594 |
| 19   | 27  | Kyle Kirkwood       | Andretti Global                | 0:23.3613  | 156.413 |
| 20   | 78  | Conor Daly          | Juncos Hollinger Racing        | 0:23.4080  | 156.100 |
| 21   | 41  | Sting Ray Robb      | A. J. Foyt Racing              | 0:23.4241  | 155.993 |
| 22   | 51  | Katherine Legge     | Dale Coyne Racing              | 0:23.4630  | 155.735 |
| 23   | 20  | Christian Rasmussen | Ed Carpenter Racing            | 0:23.5776  | 154.978 |
| 24   | 4   | Kyffin Simpson      | Chip Ganassi Racing            | 0:23.6228  | 154.681 |
| 25   | 45  | Christian Lundgaard | Rahal Letterman Lanigan Racing | 0:23.8450  | 153.240 |
| 26   | 15  | Graham Rahal        | Rahal Letterman Lanigan Racing | 0:24.050   | 152.218 |
| 27   | 30  | Pietro Fittipaldi   | Rahal Letterman Lanigan Racing | 0:24.7289  | 147.762 |

### Endergebnis
| Pos. | Nr. | Fahrer                  | Rd. | Zeit/Rückstand                | Boxenstopps | Führungsrunden | Punkte |
| ---- | --- | ----------------------- | --- | ----------------------------- | ----------- | -------------- | ------ |
| 1    | 3   | Scott McLaughlin        | 250 | 2:06:31.3981 Std. 120,334 mph | 6           | 85             | 53     |
| 2    | 9   | Scott Dixon             | 250 | 0.4558 Sek.                   | 5           |                | 40     |
| 3    | 26  | Colton Herta            | 250 | 5.1263                        | 5           | 43             | 36     |
| 4    | 14  | Santino Ferrucci        | 250 | 10.9829                       | 6           | 6              | 33     |
| 5    | 28  | Marcus Ericsson         | 250 | 13.7085                       | 6           |                | 30     |
| 6    | 7   | Alexander Rossi         | 250 | 14.3305                       | 5           | 46             | 29     |
| 7    | 21  | Rinus VeeKay            | 250 | 15.2002                       | 5           |                | 26     |
| 8    | 27  | Kyle Kirkwood           | 250 | 15.3219                       | 6           |                | 24     |
| 9    | 77  | Romain Grosjean         | 250 | 16.2013                       | 5           |                | 22     |
| 10   | 12  | Will Power              | 250 | 19.8577                       | 7           | 64             | 21     |
| 11   | 60  | Felix Rosenqvist        | 249 | 1 Rd.                         | 6           |                | 19     |
| 12   | 45  | Christian Lundgaard     | 248 | 2 Rd.                         | 6           |                | 18     |
| 13   | 4   | Kyffin Simpson (R)      | 248 | 2 Rd.                         | 5           |                | 17     |
| 14   | 18  | Jack Harvey             | 247 | 3 Rd.                         | 4           |                | 16     |
| 15   | 51  | Katherine Legge         | 246 | 4 Rd.                         | 4           | 2              | 16     |
| 16   | 20  | Christian Rasmussen (R) | 243 | 7 Rd.                         | 5           |                | 14     |
| 17   | 78  | Conor Daly              | 230 | 20 Rd. (Defekt)               | 5           |                | 13     |
| 18   | 41  | Sting Ray Robb          | 221 | 29 Rd. (Unfall)               | 4           |                | 12     |
| 19   | 10  | Alex Palou              | 221 | 29 Rd.                        | 5           |                | 11     |
| 20   | 8   | Linus Lundqvist (R)     | 215 | 35 Rd. (Unfall)               | 4           |                | 10     |
| 21   | 30  | Pietro Fittipaldi       | 181 | 69 Rd. (Defekt)               | 4           |                | 9      |
| 22   | 66  | David Malukas           | 126 | 124 Rd. (Defekt)              | 2           |                | 8      |
| 23   | 15  | Graham Rahal            | 123 | 127 Rd. (Unfall)              | 3           |                | 7      |
| 24   | 5   | Pato O’Ward             | 87  | 163 Rd. (Defekt)              | 1           |                | 6      |
| 25   | 6   | Nolan Siegel (R)        | 24  | 226 Rd. (Defekt)              | 0           |                | 5      |
| 26   | 11  | Marcus Armstrong        | 6   | 244 Rd. (Unfall)              | 0           |                | 5      |
| 27   | 2   | Josef Newgarden         | 5   | 245 Rd. (Unfall)              | 0           | 4              | 7      |

(R)=Rookie / 6 Gelbphasen für insgesamt 57 Rd. / alle Starter auf Firestone-Reifen